# 663 (szám)
A 663 (római számmal: DCLXIII) egy természetes szám, szfenikus szám, a 3, a 13 és a 17 szorzata.

## A szám a matematikában
A tízes számrendszerbeli 663-as a kettes számrendszerben 1010010111, a nyolcas számrendszerben 1227, a tizenhatos számrendszerben 297 alakban írható fel.
A 663 páratlan szám, összetett szám, azon belül szfenikus szám, kanonikus alakban a 31 · 131 · 171 szorzattal, normálalakban a 6,63 · 102 szorzattal írható fel. Nyolc osztója van a természetes számok halmazán, ezek növekvő sorrendben: 1, 3, 13, 17, 39, 51, 221 és 663.
A 663 négyzete 439 569, köbe 291 434 247, négyzetgyöke 25,74879, köbgyöke 8,71976, reciproka 0,0015083. A 663 egység sugarú kör kerülete 4165,75186 egység, területe 1 380 946,741 területegység; a 663 egység sugarú gömb térfogata 1 220 756 919,2 térfogategység.